# Jerzy Szletyński
Jerzy Ludwik Szletyński (ur. 19 kwietnia 1894 w Jędrzejowie, zm. 25 maja 1915 w Kamienicy) – starszy sierżant I Brygady Legionów Józefa Piłsudskiego, założyciel i drużynowy drugiej powstałej drużyny harcerskiej w Łodzi, „Dwójki” (2 ŁDH), patriota. Posiadał olbrzymi zapał do pracy harcerskiej i harcerskiego stylu życia, zginął w walce jako bohater, kawaler Orderu Virtuti Militari.

## Życiorys

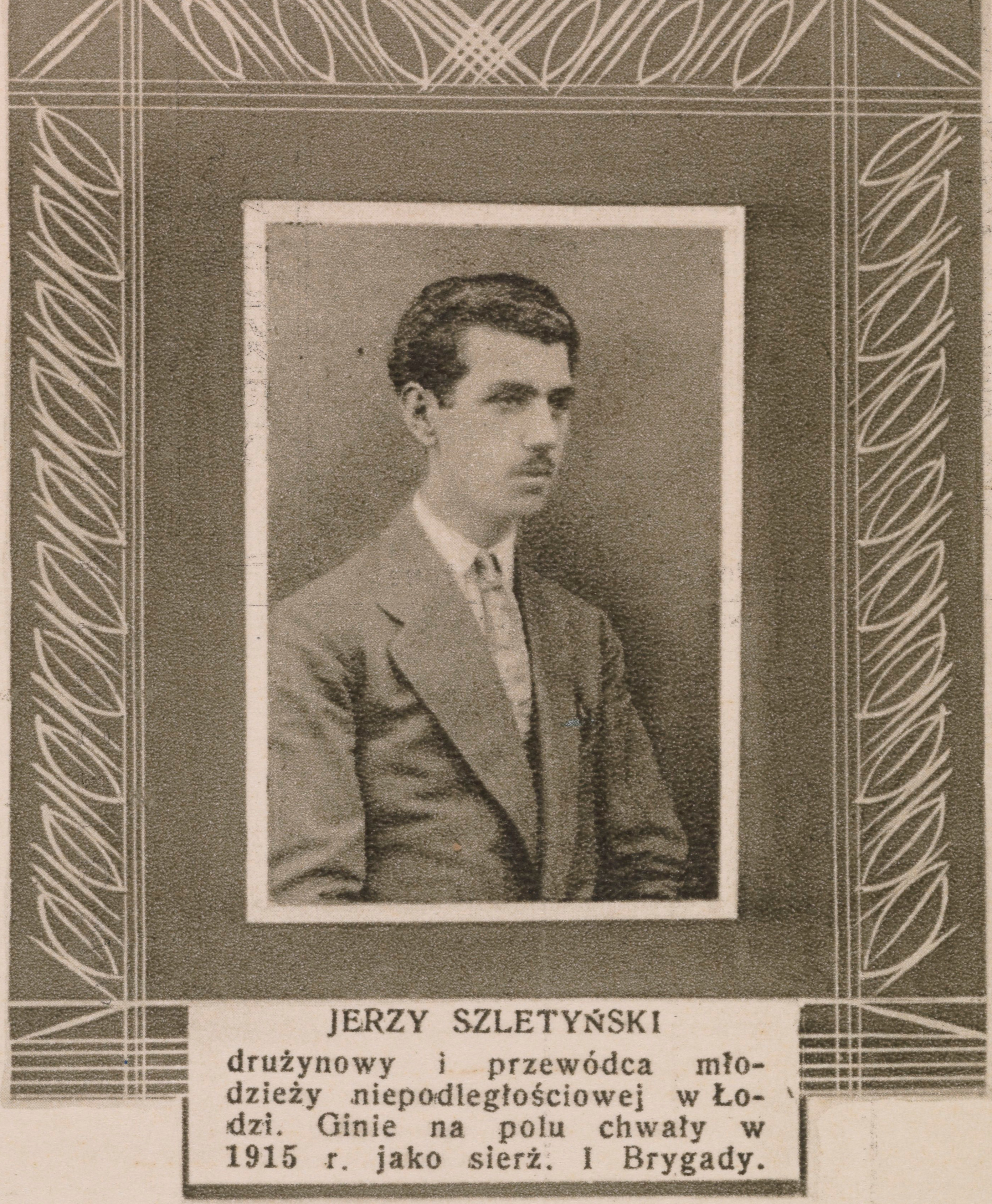
Jerzy Szletyński

Jerzy Szletyński urodził się jako drugi syn Mikołaja i Zofii z Daszewskich, wnuk Ludwika Szletyńskiego, porucznika 7 pułku piechoty liniowej Królestwa Polskiego.
Od 1 sierpnia 1895 roku mieszkał z rodzicami w Łodzi przy ul. Nawrot 54. Uczęszczał do Gimnazjum Handlowego, później do Gimnazjum Radwańskiego w Łodzi. Od najmłodszych lat należał do „Sokoła”, „Zarzewia”, którego był współtwórcą na terenie Łodzi.
Od 14 sierpnia 1908 r. do 23 listopada 1909 r. przebywał w Krakowie, gdzie uczestniczył w szkoleniach i ćwiczeniach organizacji niepodległościowych. W 1912 r. powstała 2 Łódzka Drużyna Harcerzy im. Waleriana Łukasińskiego. Jej pierwszym drużynowym został Jerzy Szletyński. We wrześniu 1913 roku przejął z rąk Tadeusza Kalusińskiego prowadzenie drużyn skautowych w Łodzi, stając się komendantem łódzkiego harcerstwa. Jego działalność była wobec ówczesnych władz zagrożeniem dla Rosjan, gdyż propagowała dążenia niepodległościowe. Jego praca była doceniona zarówno przez podwładnych, jak i przełożonych. Sukcesy wychowawcze doprowadziły do tego, iż 1 marca w 1914 r. został aresztowany wraz z drużyną w czasie zajęć terenowych. W więzieniu przebywał do 28 marca 1914 roku. 28 października 1914 r. wymaszerował na czele plutonu skautów z Łodzi, przez Łask, Wieluń, Częstochowę, do I Brygady Legionów.
2 listopada 1914 roku został mianowany podoficerem, przybrał pseudonim „Młocki”. 16 listopada wziął udział w bitwie pod Krzywopłotami. Po bitwie pod Łowczówkiem stoczonej w święta Bożego Narodzenia 1914 roku został sierżantem. W maju 1915 roku uczestniczył w bojach nad Nidą i ciężkiej bitwie pod Konarami. Awansował do stopnia starszego sierżanta.
23 maja 1915 roku, prowadząc atak swojego plutonu od wsi Kamienica, został ciężko ranny w głowę. W tym stanie pozostał między liniami na polu bitwy do następnego dnia. 24 maja wieczorem koledzy – kaprale W. Lipiński i E. Pheiffer (późniejsi pułkownik i generał) – wynieśli go z ostrzeliwanego pola bitwy. Mimo pomocy lekarskiej zmarł nie odzyskawszy przytomności o godzinie 10.00 25 maja w 1915 roku w Konarach.
Pochowany został na miejscu śmierci. Następnie przeniesiony na cmentarz w Olbierzowicach, a po wojnie na początku lat trzydziestych przeniesiono jego ciało na cmentarz do zbiorowej mogiły legionistów poległych w bitwie pod Konarami, na skraju lasu pod Beradzem.
Jerzy Szletyński jest patronem 17 Łódzkiej Drużyny Harcerzy ZHR .

## Ordery i odznaczenia
- Krzyż Srebrny Orderu Wojskowego Virtuti Militari nr 6511 – pośmiertnie, 17 maja 1922[4][5][6]
- Krzyż Niepodległości – pośmiertnie[7]